# Liste des stations du métro de Stockholm
La liste des stations du métro de Stockholm, est une liste exhaustive.
Le réseau du métro de Stockholm, en Suède, comprend cent stations, réparties sur sept lignes : T10, T11, T13, T14, T17, T18 et T19.

## Liste

### Ligne T10
| Station             | Correspondance               | Inauguration |
| ------------------- | ---------------------------- | ------------ |
| Hjulsta             |                              | 1975         |
| Tensta              |                              | 1975         |
| Rinkeby             |                              | 1975         |
| Rissne              |                              | 1985         |
| Duvbo               |                              | 1985         |
| Sundbybergs centrum |                              | 1985         |
| Solna strand        |                              | 1985         |
| Huvudsta            |                              | 1985         |
| Västra skogen       | T11                          | 1975         |
| Stadshagen          | T11                          | 1975         |
| Rådhuset            | T11                          | 1975         |
| Fridhemsplan        | T11, T17, T18, T19           | 1952         |
| T-Centralen         | T11, T13, T14, T17, T18, T19 | 1957         |
| Kungsträdgården     | T11                          | 1977         |

### Liste T11
| Station         | Correspondance               | Inauguration |
| --------------- | ---------------------------- | ------------ |
| Akalla          |                              | 1977         |
| Husby           |                              | 1977         |
| Kista           |                              | 1977         |
| Hallonbergen    |                              | 1975         |
| Näckrosen       |                              | 1975         |
| Solna           |                              | 1975         |
| Västra          | T10                          | 1975         |
| Stadshagen      | T10                          | 1975         |
| Fridhemsplan    | T10, T17, T18, T19           | 1952         |
| Rådhuset        | T10                          | 1975         |
| T-Centralen     | T10, T13, T14, T17, T18, T19 | 1957         |
| Kungsträdgården | T10                          | 1977         |

### Liste T13
| Station        | Correspondance               | Inauguration |
| -------------- | ---------------------------- | ------------ |
| Ropsten        |                              | 1968         |
| Gärdet         |                              | 1967         |
| Karlaplan      |                              | 1967         |
| Östermalmstorg | T14                          | 1965         |
| T-Centralen    | T10, T11, T14, T17, T18, T19 | 1957         |
| Gamla stan     | T14, T17, T18, T19           | 1957         |
| Slussen        | T14, T17, T18, T19           | 1950         |
| Mariatorget    | T14                          | 1964         |
| Zinkensdamm    | T14                          | 1964         |
| Hornstull      | T14                          | 1964         |
| Liljeholmen    | T14                          | 1964         |
| Aspudden       |                              | 1964         |
| Örnsberg       |                              | 1964         |
| Axelsberg      |                              | 1965         |
| Mälarhöjden    |                              | 1967         |
| Bredäng        |                              | 1965         |
| Sätra          |                              | 1965         |
| Skärholmen     |                              | 1967         |
| Vårberg        |                              | 1967         |
| Vårby gård     |                              | 1972         |
| Masmo          |                              | 1972         |
| Fittja         |                              | 1972         |
| Alby           |                              | 1975         |
| Hallunda       |                              | 1975         |
| Norsborg       |                              | 1975         |

### Liste T14
| Station            | Correspondance               | Inauguration |
| ------------------ | ---------------------------- | ------------ |
| Mörby centrum      |                              | 1978         |
| Danderyds sjukhus  |                              | 1978         |
| Bergshamra         |                              | 1978         |
| Universitetet      |                              | 1975         |
| Tekniska högskolan |                              | 1973         |
| Stadion            |                              | 1973         |
| Östermalmstorg     | T13                          | 1965         |
| T-Centralen        | T10, T11, T13, T17, T18, T19 | 1957         |
| Gamla stan         | T13, T17, T18, T19           | 1957         |
| Slussen            | T13, T17, T18, T19           | 1950         |
| Mariatorget        | T13                          | 1964         |
| Zinkensdamm        | T13                          | 1964         |
| Hornstull          | T13                          | 1964         |
| Liljeholmen        | T13                          | 1964         |
| Midsommarkransen   |                              | 1964         |
| Telefonplan        |                              | 1964         |
| Hägerstensåsen     |                              | 1964         |
| Västertorp         |                              | 1964         |
| Fruängen           |                              | 1964         |

### Liste T17
| Station          | Correspondance               | Inauguration |
| ---------------- | ---------------------------- | ------------ |
| Åkeshov          | T19                          | 1952         |
| Brommaplan       | T19                          | 1952         |
| Abrahamsberg     | T19                          | 1952         |
| Stora Mossen     | T19                          | 1952         |
| Alvik            | T18                          | 1952         |
| Kristineberg     | T18, T19                     | 1952         |
| Thorildsplan     | T18, T19                     | 1952         |
| Fridhemsplan     | T10, T11, T18, T19           | 1952         |
| Sankt Eriksplan  | T18, T19                     | 1952         |
| Odenplan         | T18, T19                     | 1952         |
| Rådmansgatan     | T18, T19                     | 1952         |
| Hötorget         | T18, T19                     | 1952         |
| T-Centralen      | T10, T11, T13, T14, T18, T19 | 1957         |
| Gamla stan       | T13, T14, T18, T19           | 1957         |
| Slussen          | T13, T14, T18, T19           | 1950         |
| Medborgarplatsen | T18, T19                     | 1950         |
| Skanstull        | T18, T19                     | 1950         |
| Gullmarsplan     | T18, T19                     | 1950         |
| Skärmarbrink     | T18                          | 1950         |
| Hammarbyhöjden   |                              | 1958         |
| Björkhagen       |                              | 1958         |
| Kärrtorp         |                              | 1958         |
| Bagarmossen      |                              | 1994         |
| Skarpnäck        |                              | 1994         |

### Liste T18
| Station          | Correspondance               | Inauguration |
| ---------------- | ---------------------------- | ------------ |
| Alvik            | T19                          | 1952         |
| Kristineberg     | T17, T19                     | 1952         |
| Thorildsplan     | T17, T19                     | 1952         |
| Fridhemsplan     | T10, T11, T17, T19           | 1952         |
| Sankt Eriksplan  | T17, T19                     | 1952         |
| Odenplan         | T17, T19                     | 1952         |
| Rådmansgatan     | T17, T19                     | 1952         |
| Hötorget         | T17, T19                     | 1952         |
| T-Centralen      | T10, T11, T13, T14, T17, T19 | 1957         |
| Gamla stan       | T13, T14, T17, T19           | 1957         |
| Slussen          | T13, T14, T17, T19           | 1950         |
| Medborgarplatsen | T17, T19                     | 1950         |
| Skanstull        | T17, T19                     | 1950         |
| Gullmarsplan     | T17, T19                     | 1950         |
| Skärmarbrink     | T17                          | 1950         |
| Blåsut           |                              | 1950         |
| Sandsborg        |                              | 1950         |
| Skogskyrkogården |                              | 1950         |
| Tallkrogen       |                              | 1950         |
| Gubbängen        |                              | 1950         |
| Hökarängen       |                              | 1950         |
| Farsta           |                              | 1960         |
| Farsta strand    |                              | 1971         |

### Liste T19
| Station          | Correspondance               | Inauguration |
| ---------------- | ---------------------------- | ------------ |
| Hässelby Strand  |                              | 1958         |
| Hässelby         |                              | 1958         |
| Vällingby        |                              | 1956         |
| Vällingby        |                              | 1952         |
| Råcksta          |                              | 1952         |
| Blackeberg       |                              | 1952         |
| Islandstorget    |                              | 1952         |
| Ängbyplan        |                              | 1952         |
| Åkeshov          | T17                          | 1952         |
| Brommaplan       | T17                          | 1952         |
| Abrahamsberg     | T17                          | 1952         |
| Stora Mossen     | T17                          | 1952         |
| Alvik            | T18                          | 1952         |
| Kristineberg     | T17, T18                     | 1952         |
| Thorildsplan     | T17, T18                     | 1952         |
| Fridhemsplan     | T10, T11, T17, T18           | 1952         |
| Sankt Eriksplan  | T17, T18                     | 1952         |
| Odenplan         | T17, T18                     | 1952         |
| Rådmansgatan     | T17, T18                     | 1952         |
| Hötorget         | T17, T18                     | 1952         |
| T-Centralen      | T10, T11, T13, T14, T17, T18 | 1957         |
| Gamla stan       | T13, T14, T17, T18           | 1957         |
| Slussen          | T13, T14, T17, T18           | 1950         |
| Medborgarplatsen | T17, T18                     | 1950         |
| Skanstull        | T17, T18                     | 1950         |
| Gullmarsplan     | T17, T18                     | 1950         |
| Globen           |                              | 1951         |
| Enskede gård     |                              | 1951         |
| Sockenplan       |                              | 1951         |
| Svedmyra         |                              | 1951         |
| Stureby          |                              | 1951         |
| Bandhagen        |                              | 1954         |
| Högdalen         |                              | 1954         |
| Rågsved          |                              | 1959         |
| Hagsätra         |                              | 1960         |